# جامعة نيو ساوث ويلز
جامعة نيو ساوث ويلز (بالإنجليزية: University of New South Wales)‏، جامعة أسترالية عامة أُسست في عام 1949، وهي إحدى الجامعات التي تركز على البحث ومقرها في كينسنغتون في ضاحية لندن بسيدني، نيو ساوث ويلز. معظم منتسبي الجامعة من ذوي الدخل المرتفع. يوجد في الجامعة ما يقرب من 50,516 طالب وطالبة يدرسون في 600 من البرامج الأكاديمية الجامعية والدراسات العليا. كما يوجد أكثر من 5,300 موظف بدوام كامل، كما يتبع لها أربع مستشفيات تعليمية.

## الكليات
تضم الجامعة 6 كليات، وهي: كلية الفنون والتصميم والعمارة، كلية إدارة الأعمال، كلية الهندسة، كلية الحقوق والعدالة، كلية الطب والصحة، كلية العلوم.

## التصنيف
حسب تصنيف QS لعام 2023 حلت جامعة نيو ساوث ويلز في المرتبة 4 من بين الجامعات الأسترالية والمرتبة 45 على مستوى جامعات العالم ككل.